# تيم برادي
تيم برادي هو ملحن كندي، ولد في 11 يوليو 1956 في مونتريال في كندا.

## وصلات خارجية
- تيم برادي على موقع IMDb (الإنجليزية)
- تيم برادي على موقع ميوزك برينز (الإنجليزية)
- تيم برادي على موقع ديسكوغز (الإنجليزية)